# Masaya Games
Masaya Games (メサイヤゲームス, Mesaiya Gēmusu) é uma marca de videogames. Inicialmente estabelecida pela empresa japonesa de entretenimento Nippon Computer Systems (NCS) em 1984 como Masaya para participar do mercado de jogos eletrônicos. O nome da marca foi transferido para a Extreme em novembro de 2014.

## Jogos
- Battletoads
- Moto Roader
- Mecanoid 97
- Hellfire
- Head Buster
- Macross 2036
- Langrisser
- Cho Aniki
- Mamono Hunter Yohko: Makai Kara no Tenkosei
- Double Dungeons
- Hisou Kihei χserd
- Vixen 357
- Prince of Persia (porte de SNES)
- Gynoug
- Gley Lancer
- Cybernator
- Ranma ½: Hard Battle
- Zen-Nippon Pro Wrestling
- Bike Daisuki! Hashiriya Kon – Rider's Spirits
- Araucuma Rascal: Raccoon Raccoon
- Ring ni Kakero
- Star Cruiser
- Assault Suit Leynos
- Assault Suits Leynos II
- Trampoline Terror!
- After Burst
- Double Moon Densetsu
- Dragon Egg
- Jankenman
- Kaizō Chōjin Shubibinman 2: Aratanaru Teki
- Kaizō Chōjin Shubibinman 3: Ikai no Princess
- Kaizou Choujin Schbibinman Zero
- Qualia 3: Multi Agent